# آنتونیو نیبالی
آنتونیو نیبالی (ایتالیایی: Antonio Nibali؛ زادهٔ ۲۳ سپتامبر ۱۹۹۲) دوچرخه‌سوار اهل ایتالیا است.
از باشگاه‌هایی که در آن رکاب زده‌است می‌توان به نیپو–وینی فانتینی، تیم دوچرخه‌سواری بحرین–مریدا، و روت–آکروس اشاره کرد.